# لایشتناو (بایرن)
لایشتناو (به آلمانی: Lichtenau) یک شهر در آلمان است که در آنسباخ واقع شده‌است.